# 噴銲
噴銲，亦可稱之為熔射，為一種工業上的加工技術。其基本原理為將材料（金屬或陶瓷）加熱至熔融或半熔融狀態，利用物理特性堆疊於處理過後之工件表面，形成另一種材料特性之塗層（亦可稱為皮膜）。